# Henri Lafond
Pour les articles homonymes, voir Lafond.
Ne doit pas être confondu avec Henri Lafont.
Henri Lafond, né le 20 août 1894 à Thaumiers (Cher) et mort le 6 mars 1963 à Neuilly-sur-Seine, est un banquier et homme d’affaires français.

## Biographie

### Formation et carrière
Issu d’un milieu modeste, après des études au collège de Romorantin puis au lycée d'Orléans, il sort major de Polytechnique en 1914 et second de l’École nationale supérieure des mines de Paris en 1919. Mobilisé pendant la Première Guerre mondiale, il est décoré de la Croix de guerre 1914-1918.
Il rejoint la banque protestante Mirabaud et Cie en 1929 et devient administrateur de nombreuses sociétés minières. De 1940 à 1942, il est secrétaire à l'énergie, une des deux branches du ministère de l’industrie dirigé par Jean Bichelonne. Il est nommé en 1943 administrateur de la Banque de l'Union parisienne, la deuxième banque d’affaires française, dont il devient président en 1951. En 1945, il participe à la création du Conseil national du patronat français et est intime avec Georges Villiers. 
Administrateur de nombreuses sociétés dont EDF, Chantiers de Penhoët, Tréfileries et Laminoirs du Havre, Pechiney,  Ciment Lafarge, il joue un rôle primordial dans la vie économique du pays et est qualifié par certains de « pape du Corps des Mines ».

### L'assassinat
Proche des milieux du patronat traditionaliste catholique, favorable à l'élimination du général de Gaulle, il aurait financé l'OAS à ses débuts. La BUP avait comme filiale la Compagnie algérienne de crédit et de banque  avec laquelle elle fusionne en 1960. Par la suite rallié aux idées de l'indépendance de l'Algérie, il aurait accepté d'aider sur le plan financier le pays. Conseiller économique du général de Gaulle, il déjeune régulièrement à l’Élysée. À la BUP, il avait eu comme proche collaborateur Pierre de Gaulle, le frère du général, et l’avait aidé à sortir d’affaires désastreuses dont il aurait conservé les preuves. 
L’OAS aurait voulu que Lafond utilise ces documents pour obtenir de De Gaulle la grâce de Bastien-Thiry, ce qu’il avait refusé de faire.     
Le 6 mars 1963, lendemain de la condamnation à mort de Bastien-Thiry, il est assassiné à proximité de son domicile du 102 avenue du Roule, à l'angle avec la rue de Chézy (Neuilly-sur-Seine), de trois coups de pistolet 11,43 par Jean de Brem, qui crie avant de tirer : « de la part de Bastien-Thiry ».
Il était commandeur de la Légion d'honneur.